# بيندكت غروس
بيندكت غروس (بالإنجليزية: Benedict Hyman Gross)‏ هو رياضياتي أمريكي، ولد في 22 يونيو 1950 في أورانج الجنوبية ‏ في الولايات المتحدة.

## وصلات خارجية
- الموقع الرسمي
- بيندكت غروس على موقع IMDb (الإنجليزية)